# Certificat d'aptitude professionnelle à la maintenance des matériels
Le certificat d'aptitude professionnelle à la maintenance des matériels a été créé par arrêté du 22 juin 2004 au Bulletin officiel du Ministère de l'Éducation nationale. 
Le titulaire du certificat d’aptitude professionnelle à la maintenance des matériels est amené à exercer ses activités dans la maintenance, le service et la location des matériels.

## Option matériels de parcs et jardins

### Objectifs de la formation

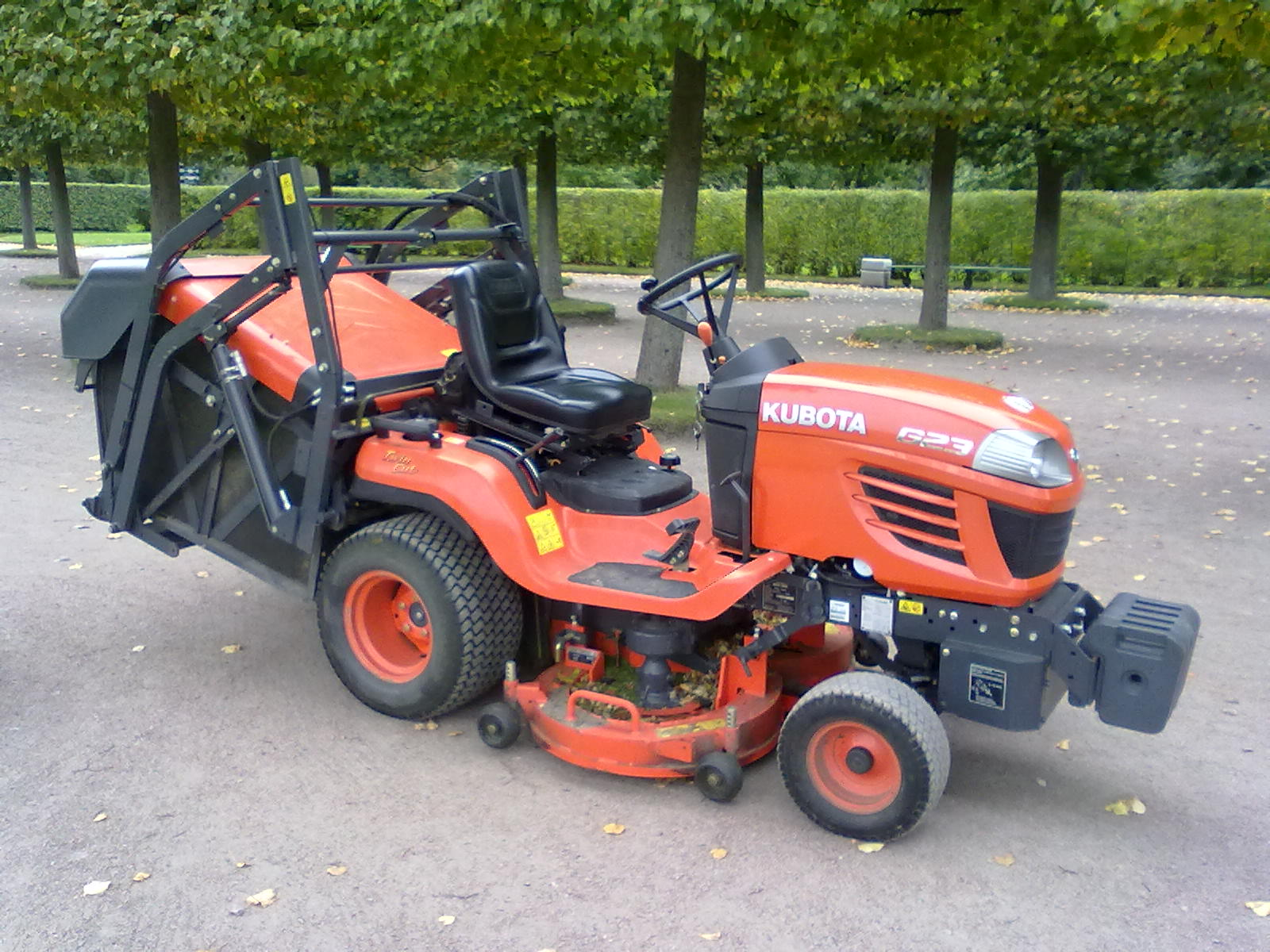
Un des matériels type sur lequel les élèves de CAP MMPJ développent leurs compétences.

À l'issue de la formation, le titulaire du CAP devra être capable de :
- Opérations de montage et de préparation de matériels (neufs ou occasion) ;
- Opérations de maintenance préventive systématique des matériels ;
- Remplacements d’ensembles et de sous-ensembles en autonomie ;
- Remplacements d’organes sur des circuits électriques, hydrauliques et pneumatiques ;
- Réalisations de contrôles simples ;
- Remplacements d’éléments courants et réalisation des réglages de base ;
- Essais pour valider les différentes fonctionnalités du matériel.

### Plusieurs voies possibles
Le CAP peut être préparé :
- par la voie scolaire, dans les lycées professionnels (LP) ou établissements privés d'enseignement technique. L'examen est passé à l'issue d'un cursus de préparation de deux ans. Certaines spécialités sont également passées au cours du cursus du baccalauréat professionnel ;
- par la voie de l'apprentissage, dans les centres de formation d'apprentis (CFA) publics ou privés ou les sections d'apprentissage (SA). Certaines spécialités peuvent également être passées en cours de cursus du baccalauréat professionnel ;
- par la formation professionnelle continue, destinée à des adultes déjà engagés dans la vie professionnelle ;
- par des candidats majeurs n'ayant pas suivi de formation.

#### La voie scolaire

##### Programme hebdomadaire

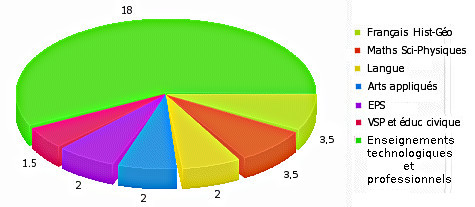
Cette représentation en secteurs/camenbert est la ventilation horaire des différentes matières du programme du CAP MMPJ effectué dans le cadre scolaire.

Lorsque l'élève n'est pas en entreprise, le temps scolaire est organisé suivant un programme défini par le Ministère (ci-joint représentation de la grille horaire hebdomadaire des enseignements).

##### Durée
La durée de la période de formation en milieu professionnel (c'est-à-dire en entreprise) est de 12 semaines. La recherche et le choix de l'entreprise relèvent de l'équipe pédagogique qui doit prendre en charge les contacts nécessaires. Sous la responsabilité des enseignants, les élèves peuvent contribuer à cette recherche.

##### Objectifs
La formation en milieu professionnel doit permettre au candidat, lors d’interventions sur des véhicules ou des équipements relevant de l’option choisie, d’acquérir des compétences par la mise en œuvre, au sein de l’entreprise, des tâches répertoriées dans le référentiel des activités professionnelles.